# Clidemia umbrosa
Clidemia umbrosa là một loài thực vật có hoa trong họ Mua. Loài này được (Sw.) Cogn. mô tả khoa học đầu tiên năm 1891.